# Cosmin Moți
Cosmin Iosif Moți (n. 3 decembrie 1984, Reșița, Caraș-Severin, România) este un fotbalist român care evoluează la clubul bulgar Ludogoreț Razgrad.

## Cariera
A început în Divizia A cu FC Universitatea Craiova în 2002, și a bifat 30 de prezențe în prima ligă în cele trei sezoane petrecute aici. În 2005 s-a mutat la Dinamo București, pentru care a debutat în Cupa UEFA pe 11 august 2005 în jocul Dinamo contra Omonia Nicosia (scor 3-1) și a câștigat un titlu național în 2007.
Pe 27 august 2014, Moți a fost nevoit să joace pe postul de portar la sfârșitul meciului din runda play-off a Ligii Campionilor 2014-2015 împotriva clubului Steaua București, după ce portarul titular Vladislav Stoianov a fost eliminat pentru un fault tactic, iar antrenorul epuizase toate cele 3 schimbări. S-a ajuns la executarea loviturilor de departajare, unde Moți în calitate de prim executant a deschis scorul transformând primul penalty, iar apoi în calitate de portar a salvat două penaltiuri ceea ce i-a permis lui Ludogoreț să acceadă mai departe în faza grupelor pentru prima oară în istoria clubului.

## Statistici carieră
La 21 august 2014.
| Club                  | Sezon         | Campionat     | Campionat | Campionat | Cupă    | Cupă   | Europa  | Europa | Total   | Total  |
| Club                  | Sezon         | Divizia       | Meciuri   | Goluri    | Meciuri | Goluri | Meciuri | Goluri | Meciuri | Goluri |
| --------------------- | ------------- | ------------- | --------- | --------- | ------- | ------ | ------- | ------ | ------- | ------ |
| Universitatea Craiova | 2002–03       | Liga I        | 2         | 0         | 0       | 0      | 0       | 0      | 2       | 0      |
| Universitatea Craiova | 2003–04       | Liga I        | 17        | 0         | 0       | 0      | 0       | 0      | 17      | 0      |
| Universitatea Craiova | 2004–05       | Liga I        | 20        | 0         | 0       | 0      | 0       | 0      | 20      | 0      |
| Universitatea Craiova | Total         | Total         | 39        | 0         | 0       | 0      | 0       | 0      | 39      | 0      |
| Dinamo București      | 2005–06       | Liga I        | 27        | 0         | 0       | 0      | 7       | 0      | 34      | 0      |
| Dinamo București      | 2006–07       | Liga I        | 29        | 1         | 0       | 0      | 10      | 0      | 39      | 1      |
| Dinamo București      | 2007–08       | Liga I        | 23        | 1         | 0       | 0      | 1       | 0      | 24      | 1      |
| Dinamo București      | 2008–09       | Liga I        | 21        | 0         | 0       | 0      | 0       | 0      | 21      | 0      |
| Siena (împrumut)      | 2008–09       | Serie A       | 4         | 0         | 0       | 0      | 0       | 0      | 4       | 0      |
| Dinamo București      | 2009–10       | Liga I        | 24        | 0         | 3       | 0      | 4       | 0      | 31      | 0      |
| Dinamo București      | 2010–11       | Liga I        | 28        | 0         | 4       | 1      | 3       | 0      | 35      | 1      |
| Dinamo București      | 2011–12       | Liga I        | 25        | 2         | 4       | 0      | 4       | 1      | 33      | 3      |
| Dinamo București      | Total         | Total         | 177       | 4         | 11      | 1      | 29      | 1      | 217     | 6      |
| Ludogoreț Razgrad     | 2012–13       | A PFG         | 21        | 1         | 0       | 0      | 2       | 0      | 23      | 1      |
| Ludogoreț Razgrad     | 2013–14       | A PFG         | 29        | 3         | 9       | 3      | 13      | 0      | 51      | 6      |
| Ludogoreț Razgrad     | 2014–15       | A PFG         | 2         | 0         | 1       | 0      | 5       | 0      | 8       | 0      |
| Ludogoreț Razgrad     | Total         | Total         | 52        | 4         | 10      | 3      | 20      | 0      | 82      | 7      |
| Total carieră         | Total carieră | Total carieră | 272       | 8         | 21      | 4      | 49      | 1      | 342     | 13     |

## Palmares

### Club
Dinamo București
- Liga I (1): 2006–07
- Cupa României (1): 2012
- Supercupa României (1): 2005

Ludogoreț Razgrad
- A PFG (4): 2012–13, 2013–14, 2014-15, 2015-16
- Cupa Bulgariei (1): 2013–14
- Supercupa Bulgariei (2): 2012, 2014